# Сомервиль-колледж
Сомервилль-колледж (англ. Somerville College) — один из колледжей Оксфордского университета. Колледж имеет отличную репутацию среди других колледжей Оксфордского университета. Основан в 1879 году как первый женский колледж в Оксфорде, а с 1994 года — открыт также и для мужчин. Колледж получил название в честь Мэри Сомервилль. 
В Оксфорде для обучения женщин одновременно были основаны два учебных заведения. Колледж Леди-Маргарет-Холл находился под влиянием Церкви Англии, а второй — Сомервилль — стал светским. В 1920 году присваиваемые Сомервиллем степени были признаны наравне с оксфордскими.
Сомервилль оставался исключительно женским колледжем до 1992 года, когда в его устав были внесены изменения, разрешающие принимать студентов и стипендиатов мужского пола. Первые стипендиаты мужского пола были назначены в 1993 году, а первые студенты мужского пола приняты в 1994 году. Сейчас сохраняется 50-процентный баланс между мужчинами и женщинами.